# 名越涼子
名越 涼子（なごし りょうこ、1985年3月28日 - ）。2018年4月中旬からは名越 涼（なごし りょう）名義で活動している。

## 来歴
東京都新宿区出身。生後7か月で両親の都合で香港へ移住し、中学1年生時まで過ごす。
後に法政大学に入学。大学時代は読者モデルとして活動、就職活動の前後の時期には東京アナウンスセミナーに通っていた。
大学卒業後、キー局から採用ならず福井テレビジョン放送に入社。同局でローカル番組を担当した後、2009年10月にテレビ愛知へ移籍。
2013年9月30日をもってテレビ愛知を退社し、フリーアナウンサーへ転向。イベントや配信番組のMC、eスポーツイベントのMC、農業取材や執筆、北海道の農業活性化プロジェクトの企画や農業団体のプロデュース、醗酵飲料「8cco」のプロデュースなど。
2022年2月に入籍を公式SNSにて報告。入籍報告とほぼ同時に女児を出産。
2024年6月をもって番組出演が終了した。今後はシンガポールに移住するとしている。

## 人物
身長155.5cm。血液型O型。

## 担当番組
- グロービス みんなの相談室（ - 2024年3月[9][10]、LuckyFM茨城放送）[11]
- ダイバーシティニュース（2021年4月[12] - 2024年6月27日[8]、LuckyFM茨城放送） - 木曜担当キャスター[13]

## 執筆
- マイナビ農業[14]
- WWDJAPAN「名越涼の爆裂！健康美容マニア道」[15]

## プロデュース業
- 醗酵飲料「8cco」[6]
- なまら十勝[5]

## 執筆
- B.L.T.中部版（東京ニュース通信社）
- 日刊スポーツ（日刊スポーツ新聞社） - 「アナグラ」火曜担当
- TVnavi（産経新聞出版/扶桑社）
- Wanderlust（旅のガイドサイト、ブラーブメディア）[16]
- LaniLani（ハワイの情報専門のフリーペーパー、ピー・エム・エー・トライアングル/デジタルアイデンティティ）